# Taganskaja-Radial'naja
Taganskaja in russo Таганская? è una stazione della Metropolitana di Mosca, situata sulla Linea Tagansko-Krasnopresnenskaja.
La stazione fu inaugurata nel 1966, come fermata iniziale del ramo Ždanovskij (oggi Taganskij). Dato che il design a tre arcate sostenute da pilastri offre maggiori potenziali di decorazione, gli architetti Nina Aleshina e Vdovin sfruttarono tale progetto, decorando i piloni in marmo bianco con strisce di marmo marroni. In modo simile, anche le piastrelle bianche e nere in ceramica sono decorate con opere di metallo secondo il tema dello spazio. Il pavimento è ricoperto di granito rosso e grigio; l'ingresso sotterraneo della stazione è collegato con il sottopassaggio al di sotto di via Bolšaja Kammenka. Le scale in superficie sono protette contro gli agenti atmosferici da pensiline trasparenti (le prime installate a Mosca. Al momento dell'inaugurazione, la stazione divenne il capolinea della linea Ždanovskaja fino al 1970; oltre la stazione vi è un tratto di binario che permette ai treni di invertire la marcia per portarsi sull'altro binario, e permette anche di raggiungere un collegamento di servizio con la Linea Kol'cevaja.
Sin dall'inizio, la stazione fu disegnata come punto di interscambio con la stazione Taganskaja della Linea Kol'cevaja. Nel 1979, con la costruzione della stazione Marksistskaja della Linea Kalininskaja, furono aggiunte tre rampe di scale costruite nella zona nord della stazione, per collegarla con la nuova fermata.
La stazione sostiene un carico passeggeri giornaliero di 179.200 persone dall'interscambio con Marksistaskaja, 128.800 dalla linea circolare (Kol'cevaja) e 22.400 persone dai suoi ingressi.